# Stephan I. Illésházy

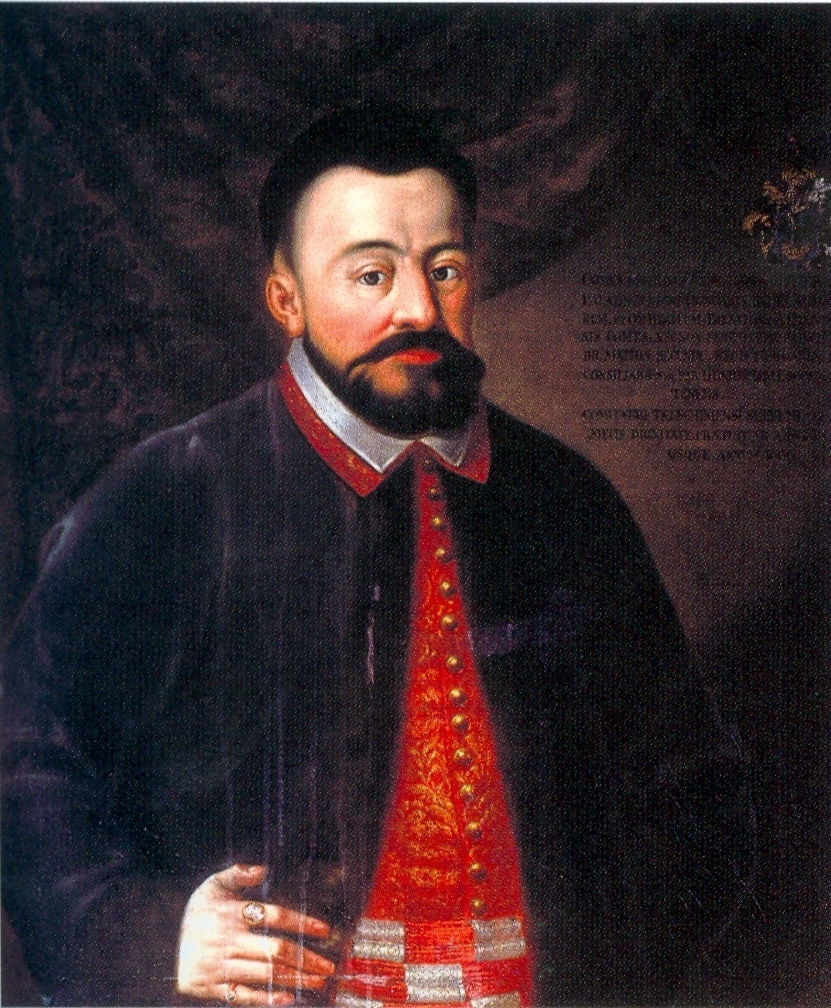
Palatin Stephan Illesházy

Stephan I. Illésházy de Illésháza (* 5. September 1540; † 5. Mai 1609 in Wien) war ein ungarischer Adliger und Palatin von Ungarn.

## Leben

### Abstammung und Herkunft
Das Geschlecht der Illésházys geht bis in die Zeit der ungarischen Landnahme zurück. Der Urahn der Familie ist in einem Geschlecht des Salamon von Estoras zu suchen, welcher auf der Großen Schüttinsel beheimatet war, dort große Besitzungen hatte und zu Beginn des 13. Jahrhunderts lebte. 1238 teilten sich zwei Söhne Peter und Elias den väterlichen Besitz. Und von ihnen stammen die beiden Linien Zerház und Illésházy ab. Im Jahre 1596 änderten die Herren von Zerház den Familiennamen auf Esterház (Esterházy) um.

### Biographie
Stephan I. war ein Sohn des Thomas I. Illésházy (* 1520, † 1559) aus dessen zweiter (?) Ehe mit Sophie Földes (* ~1528, † 7. Juli 1547 in Preßburg). Stephan erhielt seine Bildung auf einer Preßburger Schule. Nach beendeten Studien trat er in die Armee des Nikolaus II. Pálffy ein und beteiligte sich am Kampf gegen die Türken. Im Jahre 1572 heiratete er Anna Erdődy de Monyorókerék et Monoszló (* ~ 1551, † 1577), durch diese Heirat kam er in den Besitz riesiger Güter und machte auch eine steile politische Karriere. 1573 wurde er Vizegespan des Komitates Preßburg, 1582 Obergespan des Komitates Liptau, von wo er 1594 als Obergespan in das Komitat Trentschin wechselte. Nach dem Tod seiner ersten Frau (die Ehe blieb kinderlos) im Jahre 1577 heiratete er 1580 Katharina Pálffy (* 1542, † 1616). Im Jahre 1587 wurde Stephan Illesházy in den Grafenstand erhoben.
Illesházys Aufstieg zu Reichtum und Würden erweckte in vielen seiner Zeitgenossen Neid. Hinzu kam noch, dass der kaiserliche Hof dringend Geld benötigte. Nikolaus Migazzi, Weihbischof von Großwardein und Martin Pethe, der Erzbischof von Kalocsa gehörten zu den dienstfertigsten Stützen des Prager Hofes des Kaisers Rudolph II. Im Interesse des katholischen Klerus leiteten sie gegen protestantische Magnatenfamilien Prozesse wegen „Hochverrats“ ein, um der Schatzkammer Geld zu verschaffen. Die eigentliche Absicht dieser Prozesse war jedoch die Konfiskation ihrer Güter.
Der größte Widersacher Illesházys wurde der kaiserliche Kammerpräsident Wolfgang Unverzagt, er konspirierte gegen Illésházy und beeinflusste auch Kaiser Rudolph gegen ihn. Auf Unverzagts Betreiben wurde er von Kaiser Rudolf des Hochverrates für schuldig gesprochen, was im Jahre 1603 den Verlust seiner sämtlichen Güter zur Folge hatte. Illesházy wurde durch einflussreiche Freunde gewarnt und es gelang ihm noch vor seiner Verhaftung nach Polen zu fliehen.

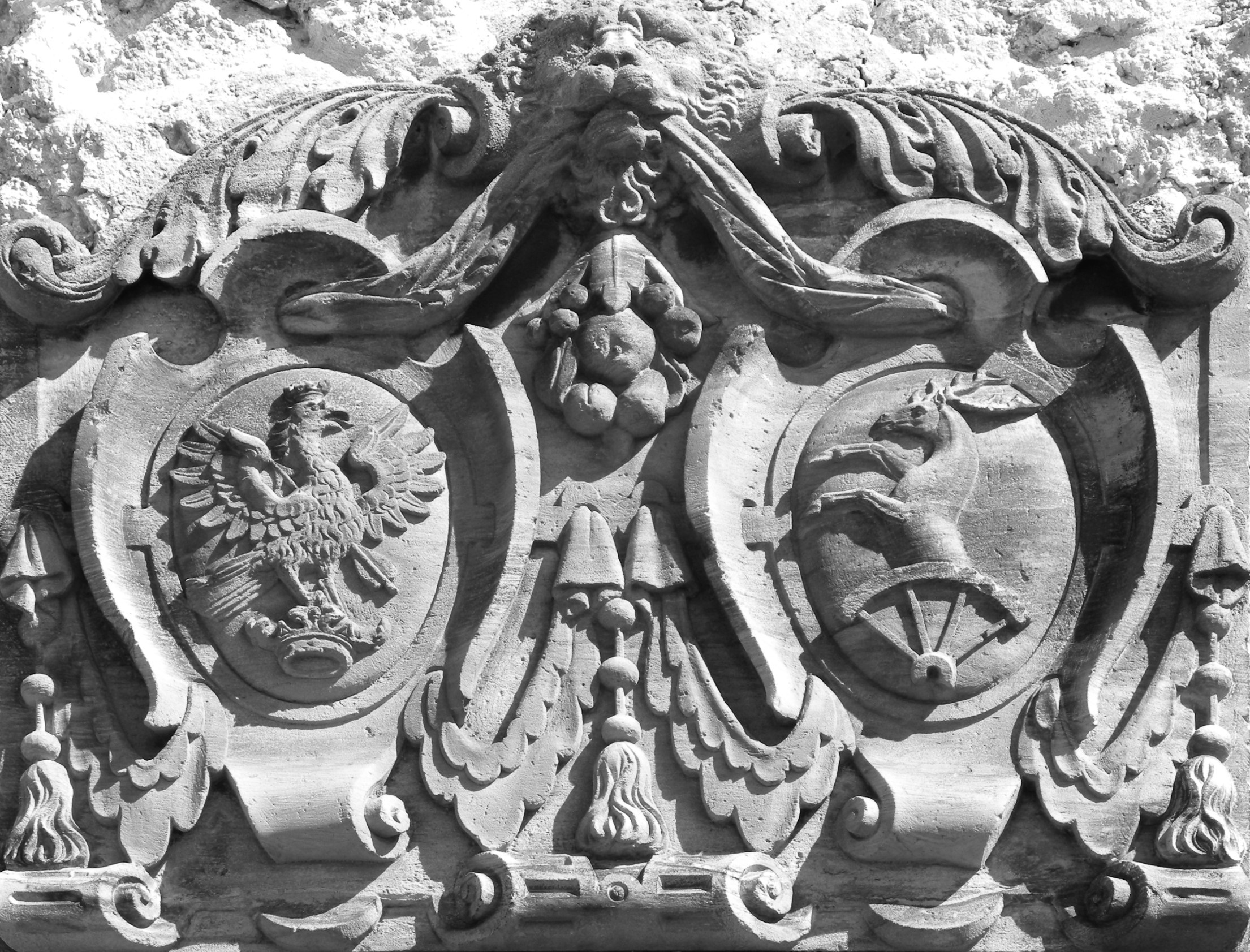
Wappen von Stephan Illésházy und Katharina Pálffy

Als 1604 unter Stephan Bocskai Unruhen ausbrachen, stellte sich Stephan Illésházy an die Seite von Bocskai dessen vertrauter Berater er wurde. Illesházy war einer der Bevollmächtigten Bocskais, die am 23. Juni 1606 den Wiener Frieden aushandelten. Er war auch der Vermittler der Friedensverhandlungen zwischen Bocskai und Rudolf. Er war Leiter der ungarischen Delegation bei den Friedensverhandlungen. Laut des ersten Punktes des Wiener Friedensabschlusses wurde den Ständen Ungarns Glaubensfreiheit gestattet aber so, dass der katholische Glaube dadurch keinen Abbruch erleide.
Die ungarischen Stände brachten jetzt im Geiste des Wiener Friedens Gesetzesartikel zustande, welche die Glaubensfreiheit der Lutheraner und Reformierten weiter sichern sollten.
Zu Beginn der 1600er Jahre kam es zum Bruderzwist zwischen Kaiser Rudolph und seinen jüngeren Bruder Matthias, der sich entgegen dem Kaiser an die Seite der ungarischen Stände stellte (Bruderzwist im Hause Habsburg). Der Streit wurde 1608 im Friedensvertrag von Lieben beigelegt. Matthias erhielt darin (u. a.) die Herrschaft über das Königreich Ungarn.
Unter dem Eindruck dieses Friedens trafen sich die ungarischen Stände im Hause des Franziskaner Ordens in Preßburg und berieten über das weitere Vorgehen bezüglich der Wahl eines neuen Königs. Unter dem Eindruck einer flammenden Rede von Stephan Illesházy wählten sie am 16. November 1608 Matthias einstimmig zum Apostolischen König von Ungarn. Am folgenden Tage wurde Stephan Illesházy zum Palatin von Ungarn proklamiert. Er war der erste protestantische Palatinus in der Geschichte Ungarns. Die Krönung von Matthias fand am 19. November 1608 in St. Martinsdom zu Preßburg statt. Die Krönung wurde vom Erzbischof von Gran und Primas von Ungarn Ferenc Forgách vollzogen. Bei der Krönungszeremonie hielt Illesházy die St. Stephanskrone über das Haupt des zu krönenden Königs. Siegfried von Kollonitsch, der kaiserliche Heerführer, reichte während der Krönungsmesse das Schwert Stephan des Heiligen, dass er die üblichen drei Kreuzhiebe über den Köpfen der Geistlichkeit vollziehe.
Illésházy war – als vielseitig gebildeter Humanist – auch literarisch tätig. Mehrere Arbeiten sind von ihm in lateinischer Sprache auch im Druck erschienen. Seine Tagebuchaufzeichnungen über den 15-jährigen Krieg, die 1863 in Pest in Druck erschienen sind, sowie seine Korrespondenz mit István Bocskai sind auch heute noch eine wichtige Quelle der Geschichtsforschung.
llesházy erhielt seinen ganzen Besitz zurück und wurde im Lande hoch verehrt. Er starb im Alter von 69 Jahren, nachdem er vorher, kinderlos aus zwei Ehen, den Sohn seines Halbbruders Franz II., Kaspar, an Kindesstatt angenommen und zum Erben seines großen Vermögens eingesetzt hatte.